# 釧路町
釧路町（くしろちょう）は、北海道釧路総合振興局にある町。釧路郡に属する。

## 概要
釧路市の東隣にある町である。1920年（大正9年）に釧路町（現在の釧路市）の区制施行に伴って釧路村として分立し、1955年（昭和30年）に昆布森村との合併後、1980年（昭和55年）に町制施行して釧路町となった。「長ぐつアイスホッケー」発祥の地である。

## 地理
北海道南東部に位置しており、東西31.5km、南北20.4kmある。総面積の約80%が海抜100m前後の起伏ある山間地帯であり、約20%が西部の釧路平野と泥炭地からなっている。西部は南北に広く東部は狭くなっているため、町はL字型の形をしている。釧路町を含む1市3町村にかけて広がる釧路湿原は日本国内最大の湿原であり、1980年（昭和55年）に日本国内初となる「ラムサール条約」登録湿地になった。また、町の北西部は「釧路湿原国立公園」、南東部は「厚岸道立自然公園」に指定されている。
- 山：岩保木山（119 m）、円山（205 m）
- 河川：釧路川、別保川、オビラシケ川
- 湖沼：達古武沼
- 岬：尻羽岬

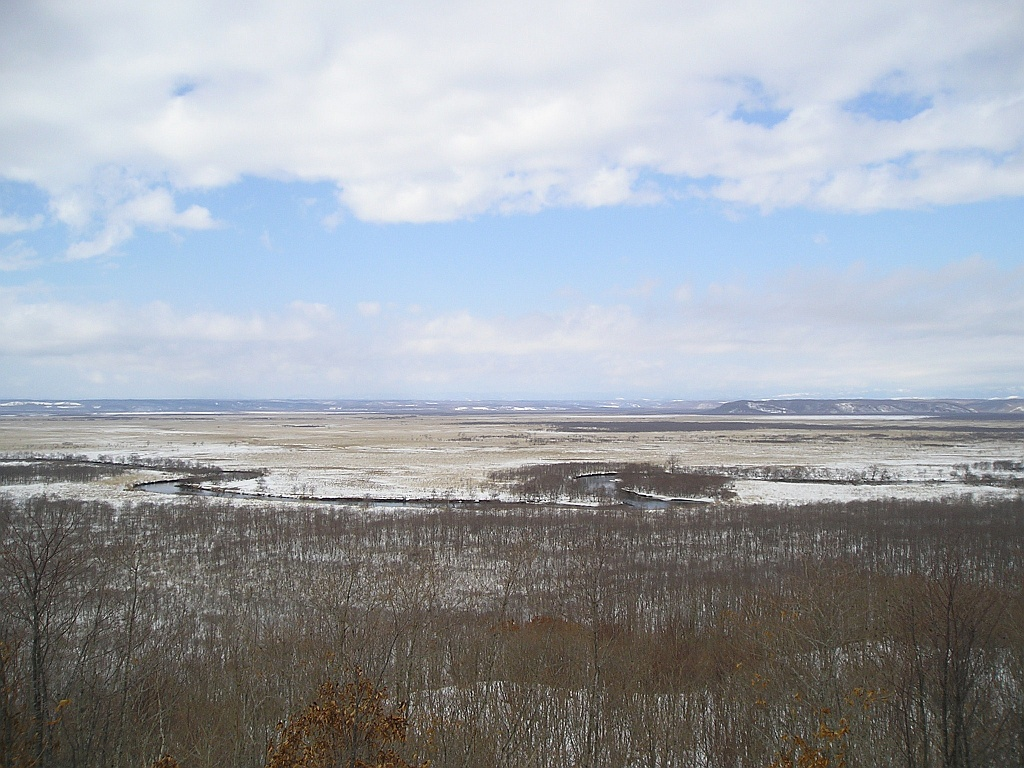
細岡展望台から眺めた冬の釧路湿原
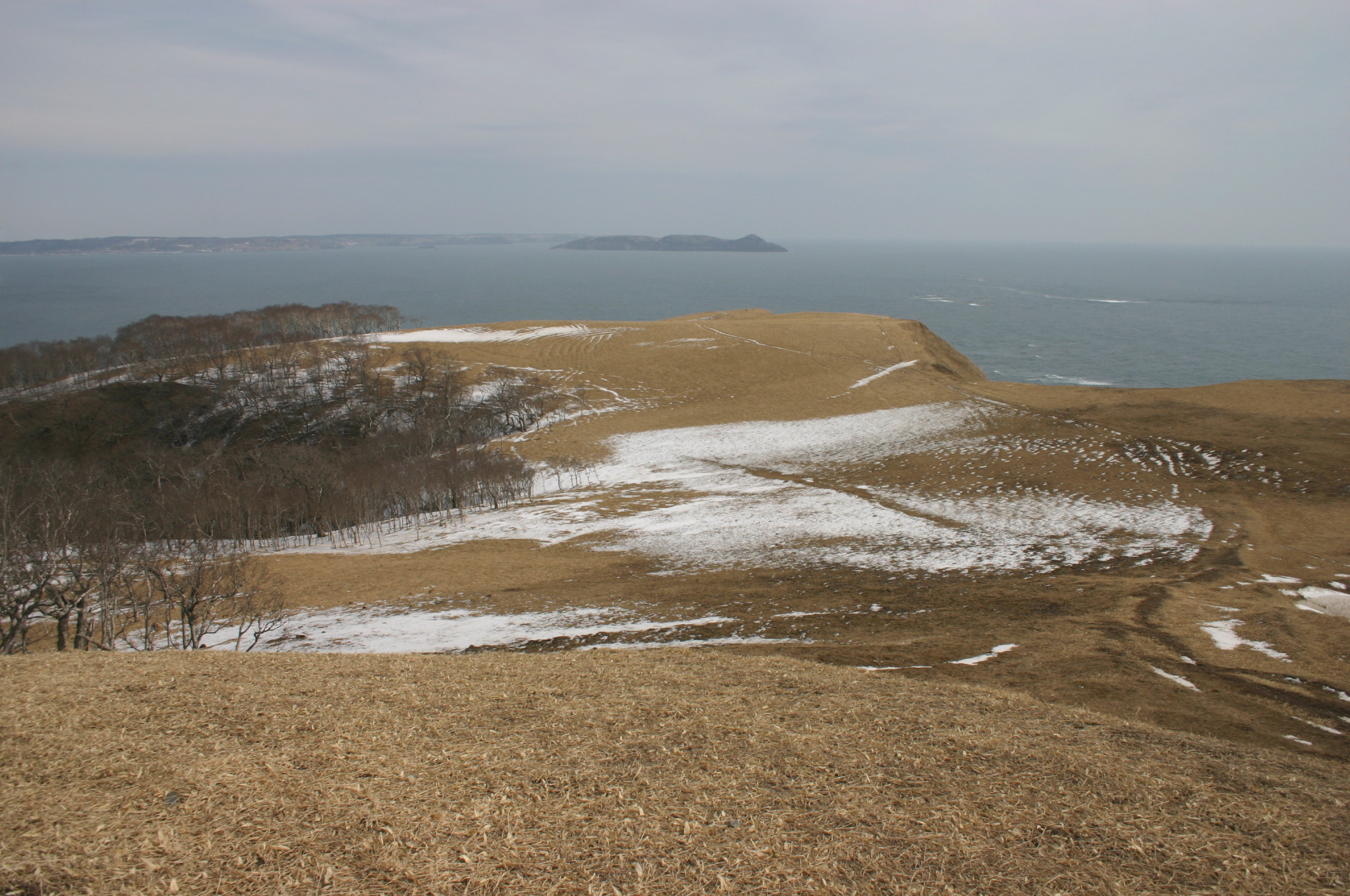
尻羽岬（2013年3月）

### 気候
1年を通して冷涼な気候であり、春から夏にかけては海霧の影響により日照時間が短く、比較的気温も低くなる。秋は降水量も少なく晴天が続き比較的温暖になり、冬も降雪量は少なく晴れの日が多いが、気温は低めである。ケッペンの気候区分では、日本国内では珍しい亜寒帯冬季少雨気候（Dwb）に該当している。
| 釧路町知方学（釧路郡釧路町仙鳳趾村知方学、標高149m）の気候   | 釧路町知方学（釧路郡釧路町仙鳳趾村知方学、標高149m）の気候 | 釧路町知方学（釧路郡釧路町仙鳳趾村知方学、標高149m）の気候 | 釧路町知方学（釧路郡釧路町仙鳳趾村知方学、標高149m）の気候 | 釧路町知方学（釧路郡釧路町仙鳳趾村知方学、標高149m）の気候 | 釧路町知方学（釧路郡釧路町仙鳳趾村知方学、標高149m）の気候 | 釧路町知方学（釧路郡釧路町仙鳳趾村知方学、標高149m）の気候 | 釧路町知方学（釧路郡釧路町仙鳳趾村知方学、標高149m）の気候 | 釧路町知方学（釧路郡釧路町仙鳳趾村知方学、標高149m）の気候 | 釧路町知方学（釧路郡釧路町仙鳳趾村知方学、標高149m）の気候 | 釧路町知方学（釧路郡釧路町仙鳳趾村知方学、標高149m）の気候 | 釧路町知方学（釧路郡釧路町仙鳳趾村知方学、標高149m）の気候 | 釧路町知方学（釧路郡釧路町仙鳳趾村知方学、標高149m）の気候 | 釧路町知方学（釧路郡釧路町仙鳳趾村知方学、標高149m）の気候 |
| 月                                                           | 1月                                                        | 2月                                                        | 3月                                                        | 4月                                                        | 5月                                                        | 6月                                                        | 7月                                                        | 8月                                                        | 9月                                                        | 10月                                                       | 11月                                                       | 12月                                                       | 年                                                         |
| ------------------------------------------------------------ | ---------------------------------------------------------- | ---------------------------------------------------------- | ---------------------------------------------------------- | ---------------------------------------------------------- | ---------------------------------------------------------- | ---------------------------------------------------------- | ---------------------------------------------------------- | ---------------------------------------------------------- | ---------------------------------------------------------- | ---------------------------------------------------------- | ---------------------------------------------------------- | ---------------------------------------------------------- | ---------------------------------------------------------- |
| 最高気温記録 °C （°F）                                       | 7.1 (44.8)                                                 | 8.6 (47.5)                                                 | 14.0 (57.2)                                                | 21.0 (69.8)                                                | 29.3 (84.7)                                                | 31.5 (88.7)                                                | 30.6 (87.1)                                                | 30.7 (87.3)                                                | 27.0 (80.6)                                                | 21.1 (70)                                                  | 16.8 (62.2)                                                | 11.2 (52.2)                                                | 31.5 (88.7)                                                |
| 平均最高気温 °C （°F）                                       | −1.6 (29.1)                                                | −1.7 (28.9)                                                | 1.3 (34.3)                                                 | 6.1 (43)                                                   | 10.9 (51.6)                                                | 14.1 (57.4)                                                | 18.0 (64.4)                                                | 19.9 (67.8)                                                | 18.1 (64.6)                                                | 13.4 (56.1)                                                | 7.6 (45.7)                                                 | 1.5 (34.7)                                                 | 9.0 (48.2)                                                 |
| 日平均気温 °C （°F）                                         | −4.5 (23.9)                                                | −4.7 (23.5)                                                | −1.5 (29.3)                                                | 2.8 (37)                                                   | 7.2 (45)                                                   | 10.8 (51.4)                                                | 14.9 (58.8)                                                | 16.9 (62.4)                                                | 15.3 (59.5)                                                | 10.7 (51.3)                                                | 4.6 (40.3)                                                 | −1.6 (29.1)                                                | 5.9 (42.6)                                                 |
| 平均最低気温 °C （°F）                                       | −7.9 (17.8)                                                | −8.1 (17.4)                                                | −4.5 (23.9)                                                | 0.0 (32)                                                   | 4.3 (39.7)                                                 | 8.2 (46.8)                                                 | 12.5 (54.5)                                                | 14.7 (58.5)                                                | 12.8 (55)                                                  | 7.5 (45.5)                                                 | 1.2 (34.2)                                                 | −4.9 (23.2)                                                | 3.0 (37.4)                                                 |
| 最低気温記録 °C （°F）                                       | −17.8 (0)                                                  | −17.7 (0.1)                                                | −17.4 (0.7)                                                | −8.3 (17.1)                                                | −4.5 (23.9)                                                | 0.5 (32.9)                                                 | 4.2 (39.6)                                                 | 7.5 (45.5)                                                 | 4.6 (40.3)                                                 | −1.5 (29.3)                                                | −10.8 (12.6)                                               | −13.9 (7)                                                  | −17.8 (0)                                                  |
| 降水量 mm （inch）                                           | 21.7 (0.854)                                               | 14.4 (0.567)                                               | 42.5 (1.673)                                               | 67.9 (2.673)                                               | 98.8 (3.89)                                                | 108.8 (4.283)                                              | 130.2 (5.126)                                              | 138.0 (5.433)                                              | 166.0 (6.535)                                              | 117.9 (4.642)                                              | 63.4 (2.496)                                               | 47.4 (1.866)                                               | 1,009.2 (39.732)                                           |
| 平均降水日数 （≥1.0 mm）                                     | 4.1                                                        | 3.7                                                        | 5.9                                                        | 8.5                                                        | 10.0                                                       | 9.9                                                        | 11.2                                                       | 11.5                                                       | 10.9                                                       | 8.6                                                        | 8.2                                                        | 6.5                                                        | 98.1                                                       |
| 平均月間日照時間                                             | 192.1                                                      | 192.5                                                      | 209.9                                                      | 188.1                                                      | 180.2                                                      | 131.1                                                      | 112.6                                                      | 122.1                                                      | 144.5                                                      | 175.6                                                      | 174.0                                                      | 178.6                                                      | 2,001.7                                                    |
| 出典：気象庁（平均値：1991年 - 2020年、極値：1978年 - 現在） |                                                            |                                                            |                                                            |                                                            |                                                            |                                                            |                                                            |                                                            |                                                            |                                                            |                                                            |                                                            |                                                            |

### 人口
「国勢調査」では2000年（平成12年）の22,478人をピークに減少している。町は5つの地区（別保地区、東陽・中央地区、遠矢地区、セチリ太地区、昆布森地区）に分かれているが、釧路市に隣接しているセチリ太地区が人口の半数以上を占めている。
| |                                        |  |
| 釧路町と全国の年齢別人口分布（2005年） | 釧路町の年齢・男女別人口分布（2005年） |  |
| ■紫色 ― 釧路町 ■緑色 ― 日本全国 | ■青色 ― 男性 ■赤色 ― 女性              |  |
| 釧路町（に相当する地域）の人口の推移 \| 1970年（昭和45年） \| 7,492人 \| \| \| 1975年（昭和50年） \| 9,818人 \| \| \| 1980年（昭和55年） \| 13,123人 \| \| \| 1985年（昭和60年） \| 15,942人 \| \| \| 1990年（平成2年） \| 19,008人 \| \| \| 1995年（平成7年） \| 21,986人 \| \| \| 2000年（平成12年） \| 22,478人 \| \| \| 2005年（平成17年） \| 21,855人 \| \| \| 2010年（平成22年） \| 20,529人 \| \| \| 2015年（平成27年） \| 19,833人 \| \| \| 2020年（令和2年） \| 19,105人 \| \| |                                        |  |
| 総務省統計局 国勢調査より |                                        |  |
| 1970年（昭和45年） | 7,492人                                |  |
| 1975年（昭和50年） | 9,818人                                |  |
| 1980年（昭和55年） | 13,123人                               |  |
| 1985年（昭和60年） | 15,942人                               |  |
| 1990年（平成2年） | 19,008人                               |  |
| 1995年（平成7年） | 21,986人                               |  |
| 2000年（平成12年） | 22,478人                               |  |
| 2005年（平成17年） | 21,855人                               |  |
| 2010年（平成22年） | 20,529人                               |  |
| 2015年（平成27年） | 19,833人                               |  |
| 2020年（令和2年） | 19,105人                               |  |

#### 消滅集落
2015年（平成27年）の「国勢調査」によれば、以下の集落は調査時点で人口0人の消滅集落となっている。
- 釧路町 - 字モセウシナイ、字イワボッケ、大字仙鳳趾村字ポンルクシュポール、大字仙鳳趾村字便内、大字仙鳳趾村字古番屋、大字跡永賀村字冬窓床、大字跡永賀村字初無敵、大字昆布森村字チョロベツ、大字昆布森村字伏古、大字昆布森村字幌内、大字昆布森村字来止臥、大字昆布森村字昆布森、字トリトウシ原野南14線、字トリトウシ原野南17線、雪裡、字別保原野南21線、字別保原野南23線

## 町名の由来
「釧路」という地名の由来は諸説あり不明であるが、いずれもアイヌ語に漢字にあてたものとされている。

### 難読地名
町内には他の道内市町村と同様アイヌ語に漢字を当てた地名が多いが、特にこの町は、難読のものが多いことで引き合いに出されることが多く、クイズにもよく使われる。
以下にそれらの地名と読み、由来となったとされるアイヌ語があるものについてはそれを示す。なお、アイヌ語の読みはラテン翻字がはっきりしているものはラテン翻字で示し、そのほかはカタカナ（アコロイタク式）で示した。
| 地名   | 地名                  | 由来とされるアイヌ語 | 由来とされるアイヌ語                                    | 備考 | 出典          |
| 漢字   | よみ                  | よみ                 | 意味                                                    | 備考 | 出典          |
| ------ | --------------------- | -------------------- | ------------------------------------------------------- | --- | ------------- |
| 嬰寄別 | あっちょろべつ        | at-or-pet            | オヒョウニレの皮を漬けておく川                          | |               |
| 跡永賀 | あとえか              | atuy-okake           | 海の・跡                                                | 由来ははっきりしない。もともとは現在の冬窓床、初無敵などを含めての総称であった。                                                                            |               |
| 跡永賀 | あとえか              | atuy-ka              | 海の・上                                                | 由来ははっきりしない。もともとは現在の冬窓床、初無敵などを含めての総称であった。                                                                            |               |
| 老者舞 | おしゃまっぷ          | o-ican-oma-p         | 川尻に・イチャン・ある・もの（川）                      | 由来ははっきりしないが、以上のものからとする解釈がある |               |
| 老者舞 | おしゃまっぷ          | o-samatki-p          | 河口が・横になっている・川                              | 由来ははっきりしないが、以上のものからとする解釈がある | [ 15 ]        |
| 来止臥 | きとうし              | kito-us              | ギョウジャニンニク・群生する                            | 同由来の地名は道内に多く見られる。 |               |
| 去来牛 | さるきうし            | sarki-us-i           | 芦・群生する・ところ                                    | |               |
| 宿徳内 | しゅくとくない        | siktur-us-nay        | ノビル・群生する・沢                                    | | [ 15 ] [ 13 ] |
| 賤夫向 | せきねっぷ            |                      |                                                         | |               |
| 仙鳳趾 | せんぽうし            | cep-pop-us-i         | 魚が・跳ねる・いつもする・ところ                        | ニシン、サメ、雑魚が多かったためとされる。昭和初期まで、ニシン、サケなどの漁場で栄えた。 近年は牡蠣の養殖で知られる。                                       |               |
| 仙鳳趾 | せんぽうし            | ceppo-oci            | 小魚・いるところ                                        | ニシン、サメ、雑魚が多かったためとされる。昭和初期まで、ニシン、サケなどの漁場で栄えた。 近年は牡蠣の養殖で知られる。                                       |               |
| 初無敵 | そむてき （そんてき） | to-un-tek            | 沼・のような・状況を呈する                              | 沼のような静かな浦、の意 | [ 15 ]        |
| 初無敵 | そむてき （そんてき） | so-onto-ke-i         | 磯の・尻・のところの・もの                              | 村上啓二の説 | [ 15 ]        |
| 知方学 | ちっぽまない          | cip-oma-i            | 舟・ある・川                                            | 気象庁のアメダスが設置されており、夏期は日本全国の観測点で最も涼しくなる地点の一つとして知られる。 8月の月平均最高気温は19.8℃で襟裳岬と並び全国で最も低い。 |               |
| 知方学 | ちっぽまない          | cep-oma-nay          | 魚・いる・川                                            | 気象庁のアメダスが設置されており、夏期は日本全国の観測点で最も涼しくなる地点の一つとして知られる。 8月の月平均最高気温は19.8℃で襟裳岬と並び全国で最も低い。 |               |
| 重蘭窮 | ちぷらんけうし        | cip-ranke-us-i       | 舟・下ろす・いつもする・所                              | |               |
| 十町瀬 | とまちせ              | トゥイマチヌプ       | 遠い・我ら・聞く・所                                    | 遠くより海獣（トド）の声が聞こえたことによるとする解釈 |               |
| 十町瀬 | とまちせ              | toma-ci-e-nup        | トマ・我ら・食う・野                                    | 「トマ」（エゾエンゴサクの塊根）を採取していたことによるとする解釈                                                                                          |               |
| 十町瀬 | とまちせ              | to-oma-tise          | 海（古語）・にある・家（のような形の岩）                | | [ 15 ]        |
| 入境学 | にこまない            | ni-ko-o-ma-nay       | 流木・向かって・川尻・泳ぐ・川 （川尻に流木の集まる川） | 由来は諸説ある。 |               |
| 入境学 | にこまない            | ni-o-ki              | 流木・多い・かや原                                      | 由来は諸説ある。 | [ 15 ]        |
| 冬窓床 | ぶいま （ぷゆま）     | pui-moy              | 穴の・湾                                                | | [ 15 ]        |
| 冬窓床 | ぶいま （ぷゆま）     | -                    | 海の中に立っている岩                                    | |               |
| 浦雲泊 | ぽんとまり            | pon-tomari           | 小さい・泊地                                            | 「浦」を「ホ」、「雲」を「ウン」と読み、「ポン」と読ませている。                                                                                            | [ 15 ]        |
| 又飯時 | またいとき            | mata-etok            | 冬の・みなもと                                          | | [ 15 ]        |
| 又飯時 | またいとき            | wakka-ta-etok        | 水・を汲む・みなもと                                    | | [ 15 ]        |
| 分遺瀬 | わかちゃらせ          | wakka-carse          | 水が・ちゃらちゃら（崖を滑り落ちる）                    | 明治30年の5万分の1地図には「ワッカチャラセ」と書いてあるという。                                                                                            |               |

## 歴史
「釧路町のあゆみ」参照
- 1870年（明治03年）：佐賀藩の佐野孫右衛門が170戸（637人）の漁民を釧路村（現在の釧路市）、昆布森村、跡永賀村、仙鳳趾村に移住。
- 1873年（明治06年）：厚岸郡紋静（もんしず）—重蘭窮（ちぷらんけうし）間道路開削
- 1878年（明治11年）：仙鳳趾（せんぽうし）に駅逓所設置。
- 1880年（明治13年）：昆布森村ほか2カ村戸長役場設置。
- 1884年（明治17年）：天寧（てんねる）—床丹（とこたん）—遠矢（とおや）経由し、厚岸に至る道路開通。
- 1887年（明治20年）：天寧に神八三郎入地し、開墾始める。
- 1890年（明治23年）：山県勇三郎が自身の牧場に、私立山県教育所開設（釧路町立別保小学校の前身）。
- 1892年（明治25年）：群馬県の20戸が遠矢移住。
- 1896年（明治29年）：山縣炭鉱（後の別保炭鉱→三井鉱山釧路炭礦別保一杭→太平洋炭礦別保一杭）開坑（1949年閉鎖）。
- 1897年（明治30年）：森田力次郎が床丹で農業始める。
- 1898年（明治31年）：西村伊之助、西村吉太郎、中川庄平、小野宇平治などが達古武（たっこぶ）入地。
- 1901年（明治34年）：北海道内初の製紙工場（前田製紙）操業開始（翌年に北海紙料と改組し、1906年（明治39年）に富士製紙の第四工場となった後、1913年（大正2年）に工場全焼）。
- 1906年（明治39年）：別保炭礦（後の三井鉱山釧路炭礦別保二杭→太平洋炭礦別保二抗）採炭開始（1949年閉鎖）
- 1910年（明治43年）：深山に駅逓所設置。
- 1913年（大正02年）：福島県相馬郡の7戸が上別保（かみべっぽ）開拓のため入地。
- 1914年（大正03年）：釧路—別保—上尾幌—厚岸間道路開通
- 1917年（大正06年）：釧路本線（現在の根室本線）上別保駅（現在の別保駅）開設
- 1919年（大正08年）：北海道二級町村制の施行により、昆布森村、跡永賀村及び仙鳳趾村の区域をもって、改めて昆布森村が発足する。
- 1920年（大正09年）：釧路町（現在の釧路市）の区制施行に伴い、釧路村が分立。
- 1927年（昭和02年）：釧網線別保信号所（現在の東釧路駅）—標茶間開業に伴い、遠矢駅、細岡駅開設。
- 1945年（昭和20年）：アメリカ軍による空襲を受ける（北海道空襲）。
- 1949年（昭和24年）：昆布森村役場庁舎が火災により全焼。
- 1952年（昭和27年）：「十勝沖地震」発生
- 1953年（昭和28年）：釧路駐屯地開設
- 1955年（昭和30年）：昆布森村及び釧路村が合併し、改めて釧路村が発足する。
- 1959年（昭和34年）：役場新庁舎落成。村章（現在の町章）制定
- 1960年（昭和35年）：昆布森灯台点灯開始
- 1963年（昭和38年）：根釧開発幹線道路（現在の国道272号）釧路—標茶間開通
- 1964年（昭和39年）：別保川とオビラシケ川合流付近に北海道内初となる河川隧道完成。
- 1965年（昭和40年）：雪裡橋完成
- 1966年（昭和41年）：水面貯木場完成し、公用開始。
- 1968年（昭和43年）：尻羽岬から来止臥までの沿岸部が「厚岸道立自然公園」編入。
- 1972年（昭和47年）：雪裡支所開設。深山炭礦閉山し、釧路村からすべての炭鉱がなくなる[20]。
- 1974年（昭和49年）：釧路東部消防組合設立
- 1979年（昭和54年）：『長ぐつアイスホッケー大会』初開催
- 1980年（昭和55年）：町制施行し、釧路町となる。遠矢支所開設。釧路湿原が「ラムサール条約」登録湿地認定
- 1981年（昭和56年）：北海道道16号釧路弟子屈線が国道391号に昇格。『釧路町桜まつり』初開催
- 1982年（昭和57年）：町民憲章制定。釧路町運動公園完成
- 1983年（昭和58年）：釧路町漁民センター完成
- 1984年（昭和59年）：日本中央競馬会（JRA）による場外勝馬投票券発売所（ウインズ釧路）開所。
- 1987年（昭和62年）：釧路湿原が国立公園（釧路湿原国立公園）指定。
- 1988年（昭和63年）：臨時駅として釧路湿原駅開設（1996年常設駅化）。役場新庁舎完成。
- 1989年（平成元年）：釧路町温水プール完成。『昆布森みなとまつり』初開催
- 1990年（平成02年）：国道44号旭バイパス全面開通[21]
- 1993年（平成05年）：「釧路沖地震」発生。別保公園オープン。達古武オートキャンプ場オープン
- 1994年（平成06年）：細岡ビジターズラウンジオープン。「北海道東方沖地震」発生
- 1995年（平成07年）：釧路町総合体育館完成
- 1997年（平成09年）：釧路町森林公園オープン
- 1998年（平成10年）：釧路町コミュニティパーク「ぱぁ〜く108」オープン
- 2000年（平成12年）：釧路町ふるさと陶芸館開館
- 2002年（平成14年）：「釧路市・釧路町合併協議会」設置（翌年解散）。釧路町保健福祉センター「あいぱーる」完成。「釧路地域6市町村合併協議会」設置（翌年離脱）
- 2003年（平成15年）：「十勝沖地震」発生。釧路湿原道路（広域農道）開通
- 2005年（平成17年）：北海道道142号根室浜中釧路線昆布森トンネル開通
- 2006年（平成18年）：遠矢コレクティブセンター「ピュアとおや」完成
- 2011年（平成23年）：「東日本大震災」発生。北海道道113号釧路環状線東陽—武佐間開通
- 2013年（平成25年）：釧路町と釧路市が水道事業統合。釧路町地産地消センター「ロ・バザール」オープン
- 2016年（平成28年）：釧路外環状道路釧路東IC供用開始
- 2019年（平成31年）3月9日：釧路外環状道路釧路別保IC供用開始
- 2021年（令和3年）：9月以降、赤潮発生に伴い水産物への被害が拡大。ウニについては9割以上が死滅する被害となった[22]。

## 行政
役場
- 本庁舎
  - 雪裡支所、遠矢支所、昆布森支所

首長
| 代   | 氏名     | 就任年月日                 | 退任年月日                 |
| ---- | -------- | -------------------------- | -------------------------- |
| 初代 | 泉重     | 1955年（昭和30年）2月1日   | 1970年（昭和45年）10月10日 |
| 2代  | 高橋睦   | 1970年（昭和45年）11月14日 | 1990年（平成2年）11月13日  |
| 3代  | 中西雄一 | 1990年（平成2年）11月14日  | 1994年（平成6年）11月13日  |
| 4代  | 菅原澄   | 1994年（平成6年）11月14日  | 2006年（平成18年）11月13日 |
| 5代  | 佐藤広高 | 2006年（平成18年）11月14日 | 2018年（平成30年）11月13日 |
| 6代  | 小松茂   | 2018年（平成30年）11月14日 | 在任中                     |

## 議会
- 議員定数16人[25]
- 本会議
  - 定例会（3月、6月、9月、12月）[25]
  - 臨時会[25]
- 委員会
  - 常任委員会[25]
  - 総務厚生常任委員会
  - 産業文教常任委員会
  - 議会運営委員会[25]
  - 特別委員会[25]
    - 広報編集特別委員会

## 官公署
国の機関
- 防衛省
  - 陸上自衛隊釧路駐屯地

特殊法人等
- 日本中央競馬会ウインズ釧路

## 公共施設
- 別保コミュニティセンター
- 釧路町コミュニティセンター
- 天寧コミュニティセンター
- 釧路町公民館
- 釧路町保健福祉センター「あいぱーる」
- 昆布森福祉センター・釧路町漁民センター
- 遠矢コレクティブセンター「ピュアとおや」
- ふるさと陶芸館“ほたる”
- 釧路町郷土資料館

スポーツ施設
- 釧路町総合体育館
- 釧路町温水プール
- 釧路町長ぐつアイスホッケー場
- テニスコート
- 野球場
- 多目的広場
- 釧路町コミュニティパーク「ぱぁ〜く108」

## 公的機関
警察
- 釧路警察署
  - 桂交番、遠矢交番、別保駐在所、昆布森駐在所

消防
- 釧路東部消防組合釧路消防署
  - 遠矢支署、昆布森分遣所

## 教育機関
高等学校
- 北海道釧路東高等学校

中学校
- 釧路町立別保中学校[26]
- 釧路町立遠矢中学校[26]
- 釧路町立昆布森中学校[26]
- 釧路町立富原中学校[26]

小学校
- 釧路町立別保小学校[27]
- 釧路町立遠矢小学校[27]
- 釧路町立昆布森小学校[27]
- 釧路町立知方学小学校[27]
- 釧路町立富原小学校[27]

保育所
- 釧路町立つくし保育所
- 釧路町立昆布森はまなす保育所
- むつみ保育園
- すみれ保育園
- さくら保育園
- 知方学へき地保育所（町立）

幼稚園
- 白梅幼稚園
- 釧路めぐみ幼稚園

## 経済・産業
釧路町の産業別就業者数は、2010年（平成22年）の「国勢調査」によると第一次産業が8.5 %、第二次産業が20.4 %、第三次産業が70.6 %になっている。太平洋建設工業によるヒューム管製造工場、大規模な植物工場（大林組）が立地するなど製造業が盛ん。町は5つの地区に分かれている。別保地区はかつて炭鉱で栄え、1955年（昭和30年）の昆布森村との合併後は役場本庁舎や消防署などが置かれた行政の中心地になっている。遠矢地区は釧路湿原を活かしたコミュニティ施設があるほか、農業ではダイコン、カブ、ニンジン、ホウレンソウ、ブロッコリーなどの野菜が作られている。セチリ太地区は釧路市に隣接しており、釧路市のベッドタウンとして発展した。国道44号沿いにはロードサイド店舗が進出し、釧根を代表するショッピングエリアになっている。東陽・中央地区は1992年（平成4年）からの「土地区画整理事業」により分譲住宅や国道沿いに店舗が進出した。昆布森地区は漁業を中心にしており、昆布森漁港、老者舞漁港、仙鳳趾漁港がある。コンブ、サケ・マス漁を行っているほか、「つくり育てる漁業」としてカキやホッキ（ウバガイ）、ウニなどがある。

### 組合
- 標茶町農業協同組合（JAしべちゃ）釧路町支所
- 昆布森漁業協同組合[34]
- 釧路東森林組合

### 商業施設
ショッピングセンター・スーパーマーケット
- イオン北海道（イオングループ）
  - イオン釧路店
    - イオンシネマ釧路（釧路管内唯一の映画館）
- ドン・キホーテ（パン・パシフィック・インターナショナルホールディングス）
  - 釧路店
- 福原（アークスグループ）
  - フクハラ桂木店
  - フクハラ光和店
- 生活協同組合コープさっぽろ釧路地区
  - 曙店
- トライアルカンパニー
  - スーパーセンター別保店

### 金融機関
- 釧路信用金庫木場支店
- 大地みらい信用金庫釧路東支店
- JFマリンバンク北海道（北海道信用漁業協同組合連合会）昆布森

### 郵便局
- 釧路東郵便局（集配局）
- 遠矢郵便局（集配局）
- 釧路桂郵便局
- 別保郵便局
- 昆布森郵便局

### 宅配便
- ヤマト運輸道東主管支店釧路東センター・釧路桂木センター・釧路愛国センター
- 佐川急便釧路営業所（所在地は釧路市）

## 交通

### 鉄道
- 北海道旅客鉄道（JR北海道）
  - 根室本線（花咲線）：別保駅

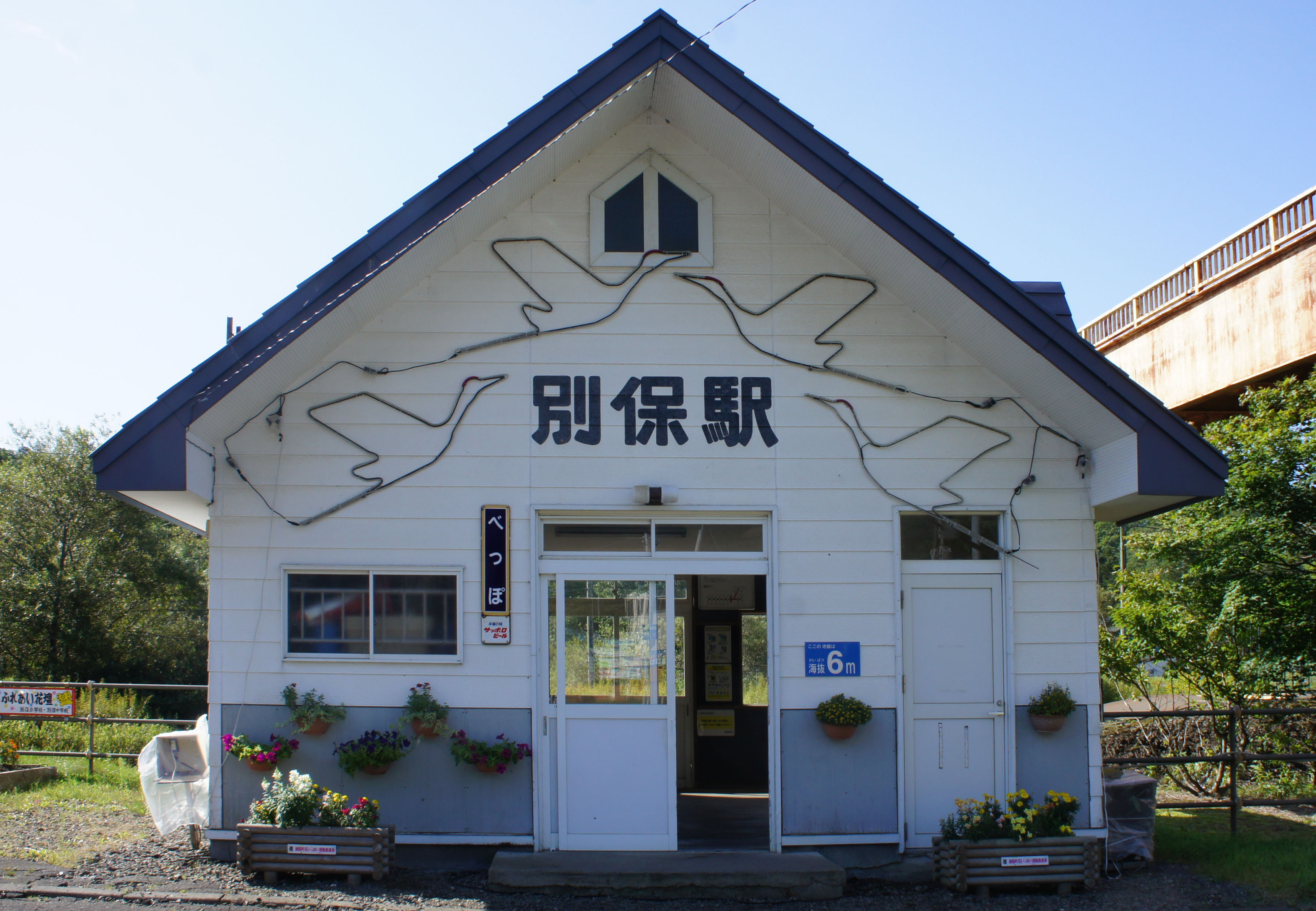
別保駅

  - 釧網本線：遠矢駅 - 釧路湿原駅 - 細岡駅

### バス
釧路町内に路線バスの営業所を置く事業者はない。
- くしろバス
- 阿寒バス
- 釧路衛星（観光バスのみ）

#### 釧路町デマンドバス
別保共和地区で2020年9月に実証実験を実施。昆布盛東地区では10月から2路線の運行を開始する。

### タクシー
全事業者が釧路町と釧路市街を配車可能としている。
- 釧路日交タクシー
- こばとハイヤー
  - 小鳩自動車工業釧路支店
- 第一共栄交通

### 道路
- 高速自動車国道に並行する一般国道自動車専用道路（A'路線）
  - E44 道東自動車道：釧路東IC - 釧路別保IC
- 地域高規格道路
  - 釧路中標津道路（上別保道路）
- 一般国道
  - 国道44号
    - 旭バイパス

  - 国道272号
  - 国道391号
- 都道府県道
  - 北海道道142号根室浜中釧路線（北太平洋シーサイドライン）
  - 北海道道1003号遠野別保線
  - 北海道道1128号厚岸昆布森線

## 観光地・レジャー・祭事・催事
釧路湿原エリア
- 細岡ビジターズラウンジ
- 細岡展望台
- 達古武オートキャンプ場
- 岩保木水門
- 臨時列車「くしろ湿原ノロッコ号」・「SL冬の湿原号」

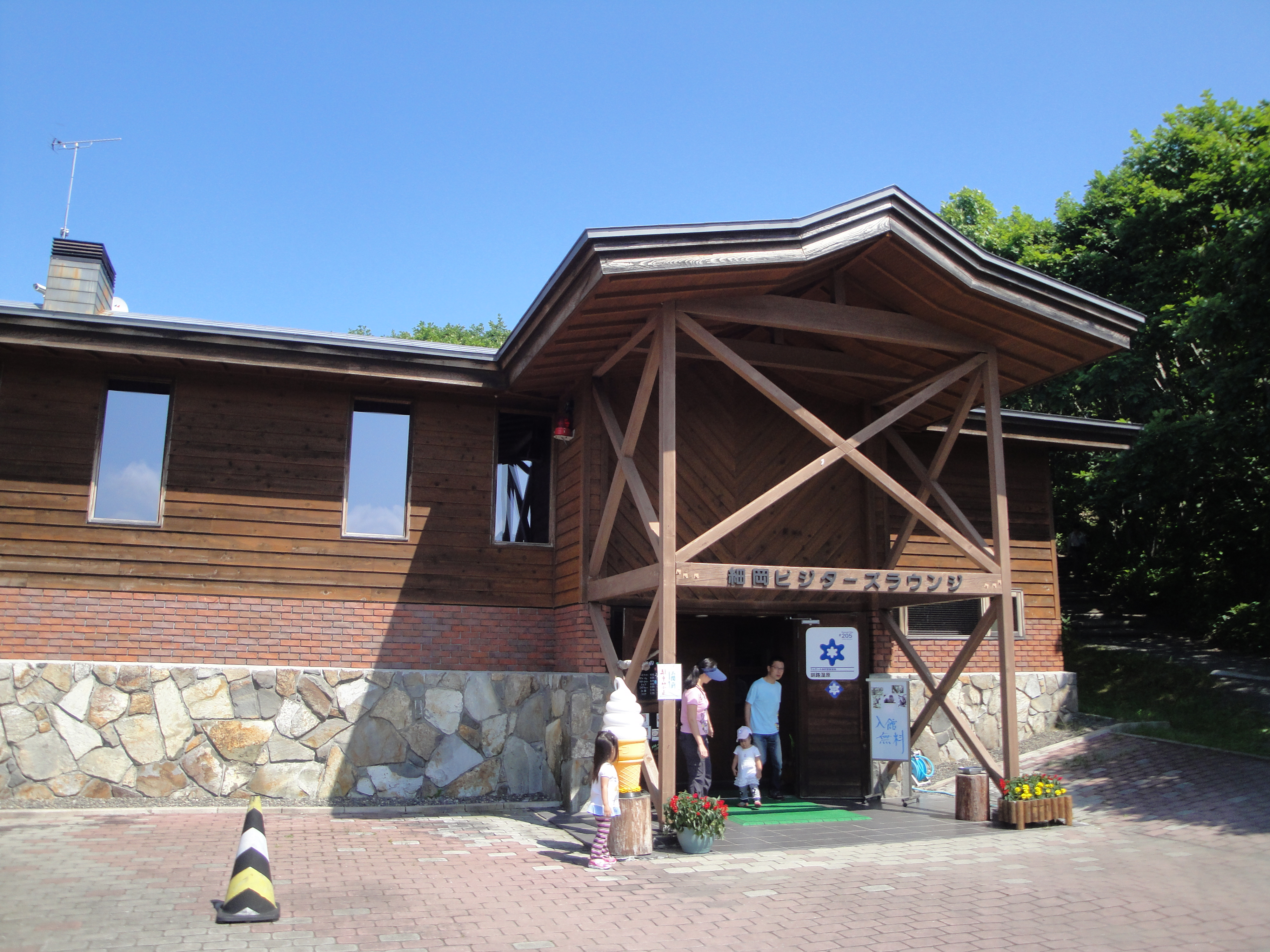
細岡ビジターズラウンジ
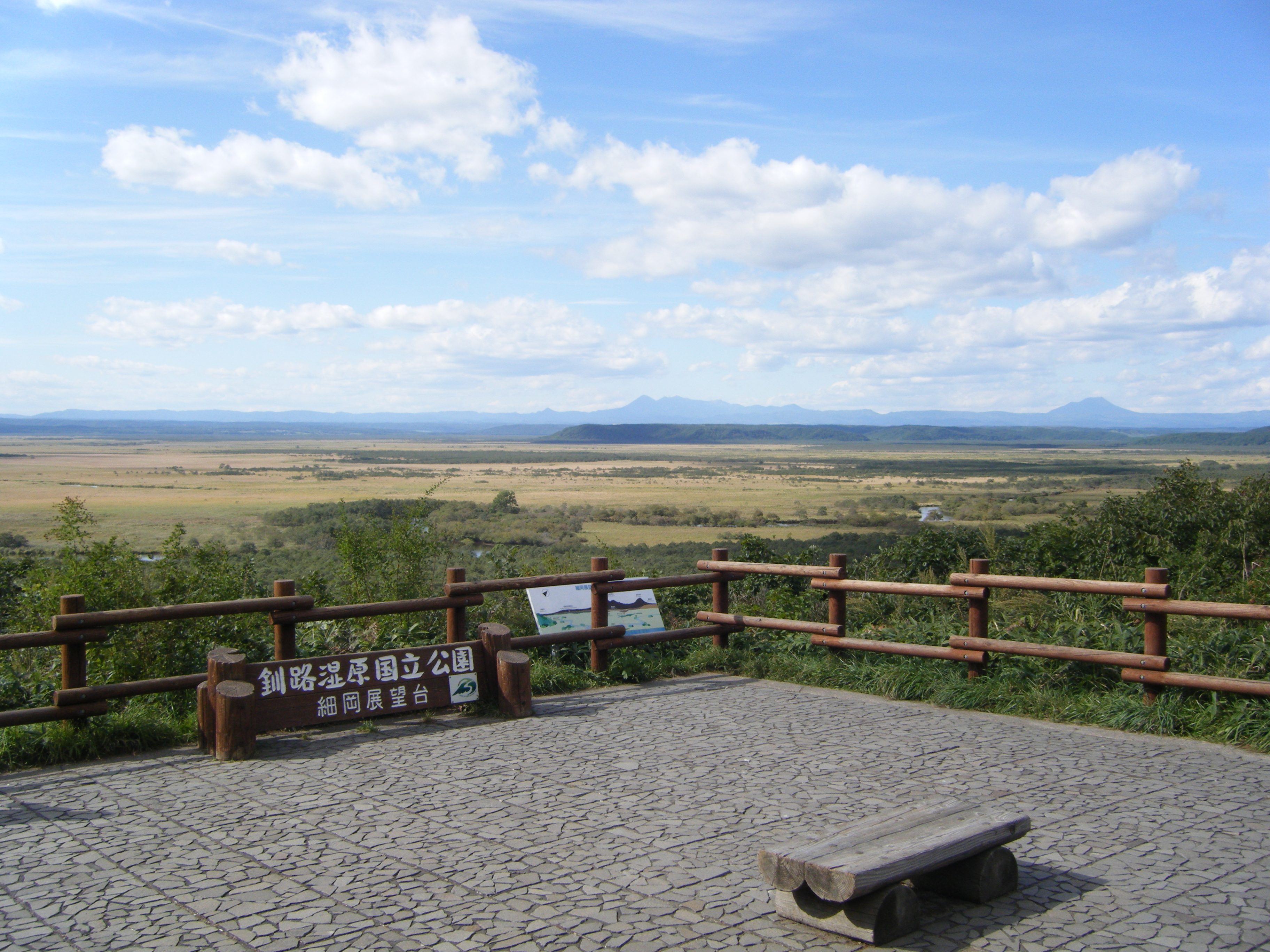
細岡展望台
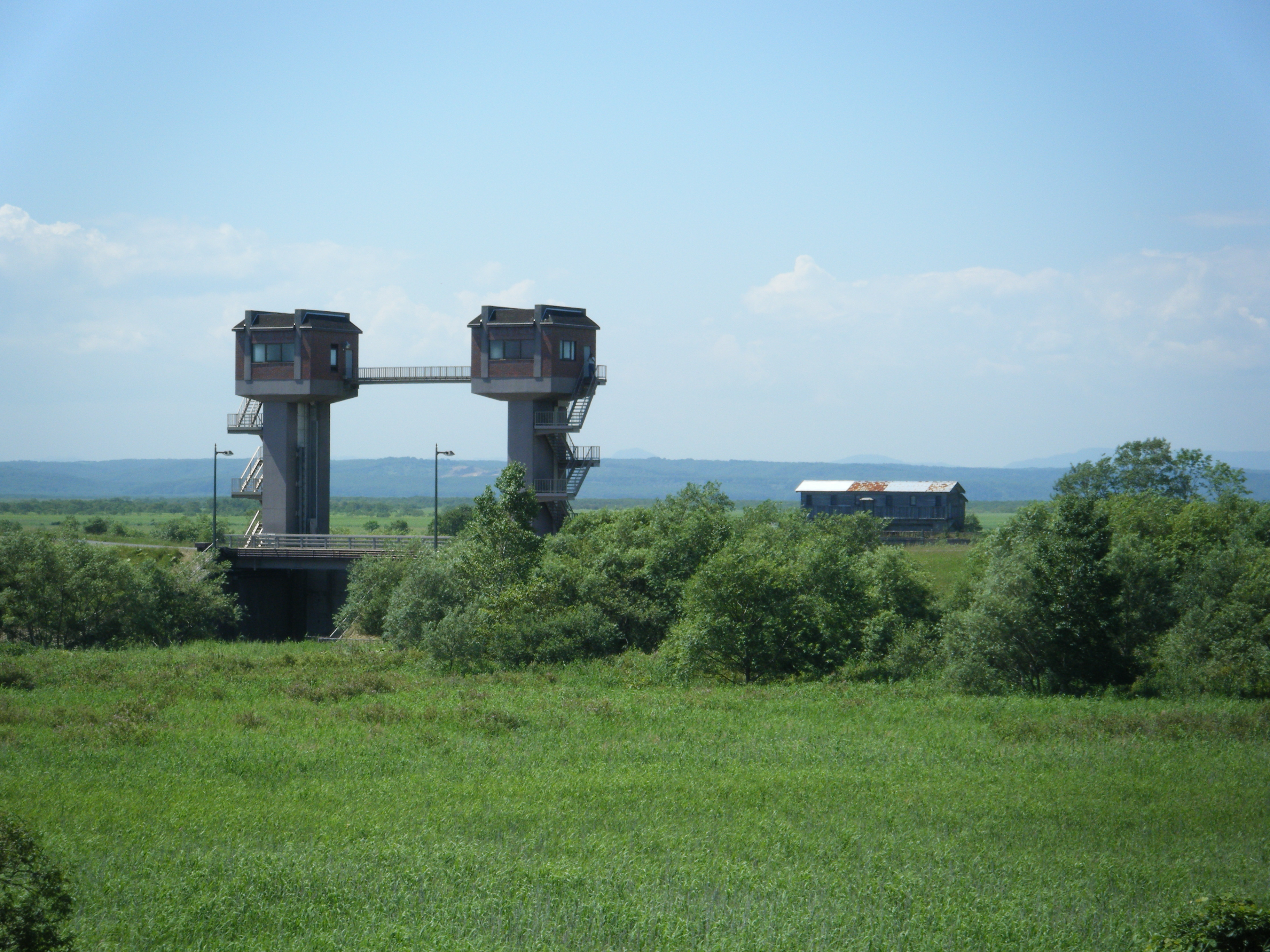
岩保木水門（2008年8月）

遠矢・別保エリア
- 釧路町コミュニティパーク「ぱぁ〜く108」
- 別保公園
  - 釧路町地産地消センター「ロ・バザール」[37]
- 釧路町森林公園

北太平洋シーサイドライン
- キトウシ野営場
- 尻羽岬

### 祭事・催事
- 長ぐつアイスホッケー大会（1月）
- 釧路町桜まつり（5月）
- 昆布森みなとまつり（10月）

## 名産・特産
「ほくげん（北限）大根」は、日本最北となる優良なダイコンの産地を目指して名づけられ、釧路の冷涼な気候と火山灰地質を生かして生産されている。「長昆布」は世界で最も長いコンブであり、中でも6月頃採れる若いコンブは「棹前昆布」（別名野菜昆布）と呼ばれており、早く柔らかく煮えることが特徴になっている。

## ゆるキャラ
- ガッホくん（長ぐつアイスホッケーのマスコット）[39]
- たっちゃん（税のマスコット）[39]
- こんボイン（昆布森産「棹前昆布」PRキャラクター）[39]
- コンブラザーズ（昆布森産「棹前昆布」PRキャラクター）[39]
- ツッパリ昆布（昆布森産「棹前昆布」PRキャラクター）[39]

## 人物
出身人物
- 千葉和彦（プロサッカー選手）
- 本川紗奈生（バスケットボール選手）

ゆかりのある人物
- 朝日健太郎（参議院議員。元バレーボール選手。釧路町観光大使）
- 伊吹吾郎（俳優）
- 遠藤萌美（佐々木萌美、フリーアナウンサー）
- 吉良平治郎（逓送人）
- 小島秀雄（元海軍軍人。北海道牧場設立）
- 桜木紫乃（小説家）
- 杉田主馬（元海軍大臣副官。北海道牧場、北海道興発（アルギン酸製造）設立）。
- 米内光政（第37代内閣総理大臣、元海軍大臣、元海軍大将。北海道牧場設立に参画）

## 町民憲章・宣言
釧路町民憲章
宣言
- 「核兵器廃絶、平和の町」宣言（昭和60年9月27日決議）[41]

## 参考資料
- “平成28年度釧路町町勢要覧（資料編）” (PDF).   釧路町. 2017年11月20日閲覧。
- “釧路町地域防災計画” (PDF). 釧路町防災会議. 2017年11月20日閲覧。
- “釧路町人口ビジョン” (PDF).   釧路町. 2017年11月20日閲覧。
- “釧路町商工業振興計画” (PDF). 釧路町. 2017年11月20日閲覧。
- “釧路町 暮らしの便利帳” (ebooks).   釧路町・サイネックス. 2017年11月20日閲覧。